# جان غالياتسو فيسكونتي

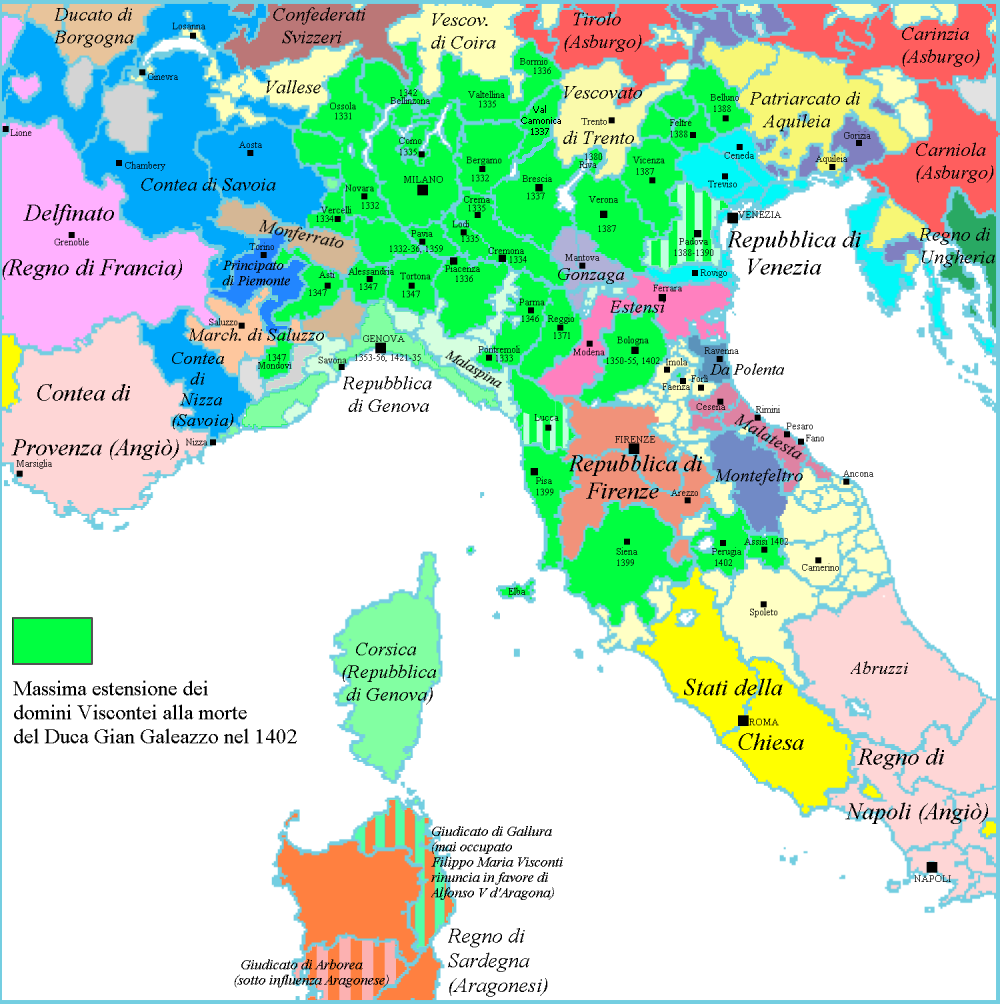
منطقة نفوذ جان غالياتسو فيسكونتي عند وفاته

جان غالياتسو فيسكونتي الملقب كونت فرتو، نسبة إلى فرتو في منطقة شامبانيا الفرنسية، وهو لقب تحصل عليه من زوجته الأول إزابيل فالوا (بافيا، 15 أكتوبر 1347 - ميلينيانو، 3 سبتمبر 1402) سياسي إيطالية حكم كل من ميلانو ، فيرونا ، كريما ، كريمونا ، بيرغامو ، بريشا ، بلونو ، بييفي دي كادوري ، فلتري ، بافيا ، نوفارا ، كومو ، لودي ، فرشيلي ، ألبا ، أستي ، بونتريمولي ، تورتونا ، ألساندريا ، فالنسا ، بياتشنسا ، بارما ، ريدجو إيميليا ، فيشنسا ، بيرودجا ، فيدجيفانو ، بورغو سان دونينو و وديان بواتي، وهو دوق ميلانو الأول.

## معرض صور

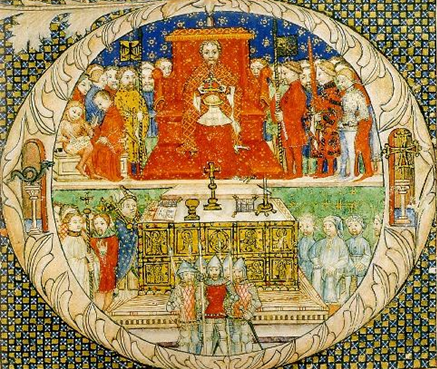
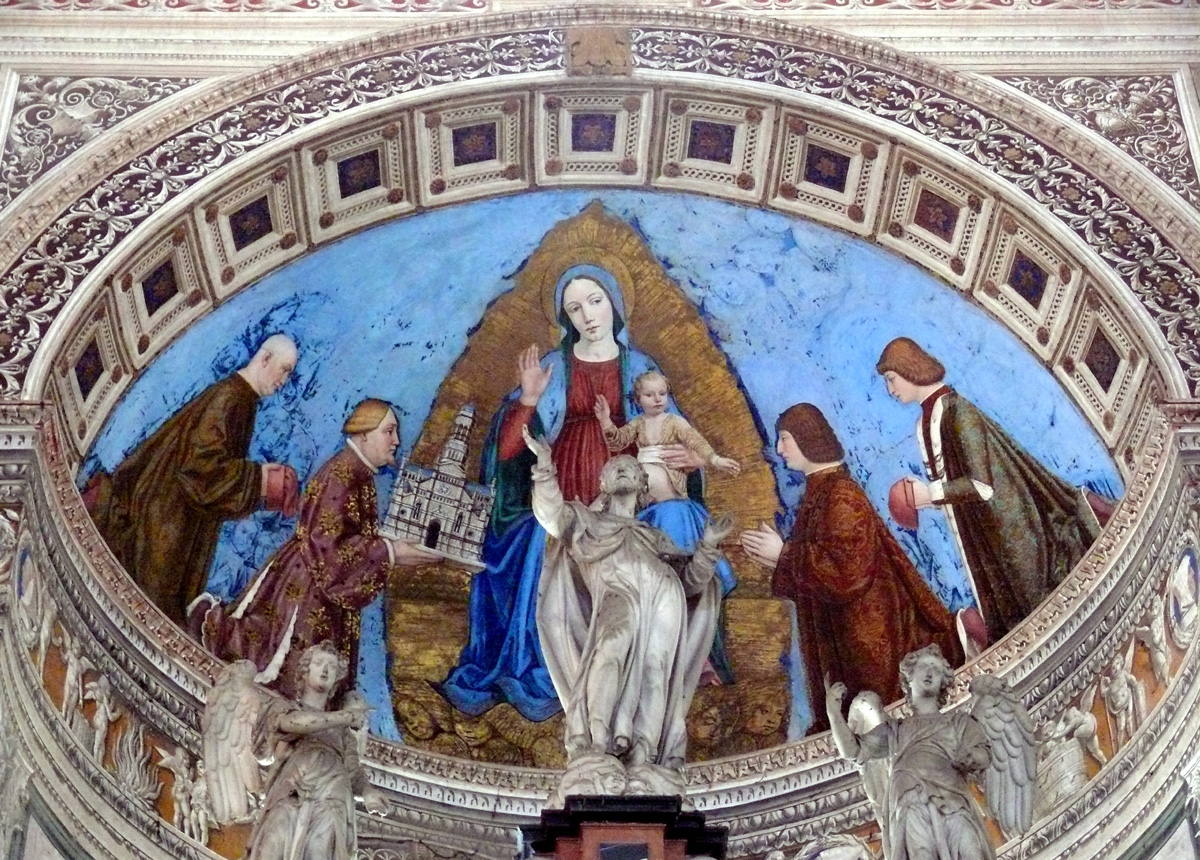
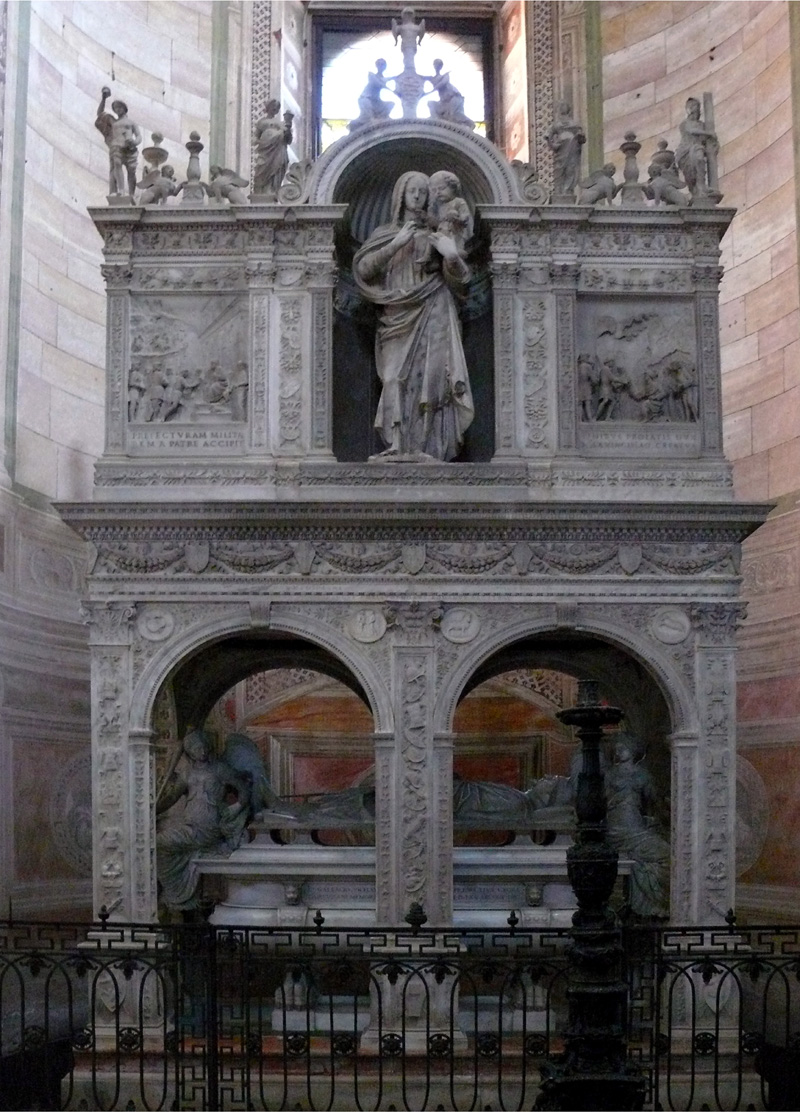
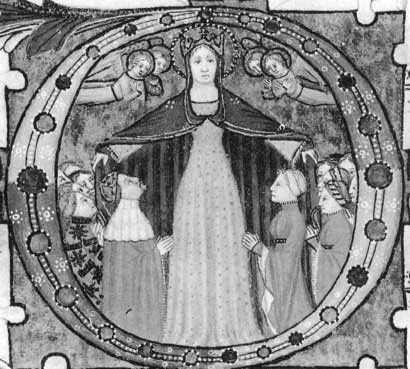
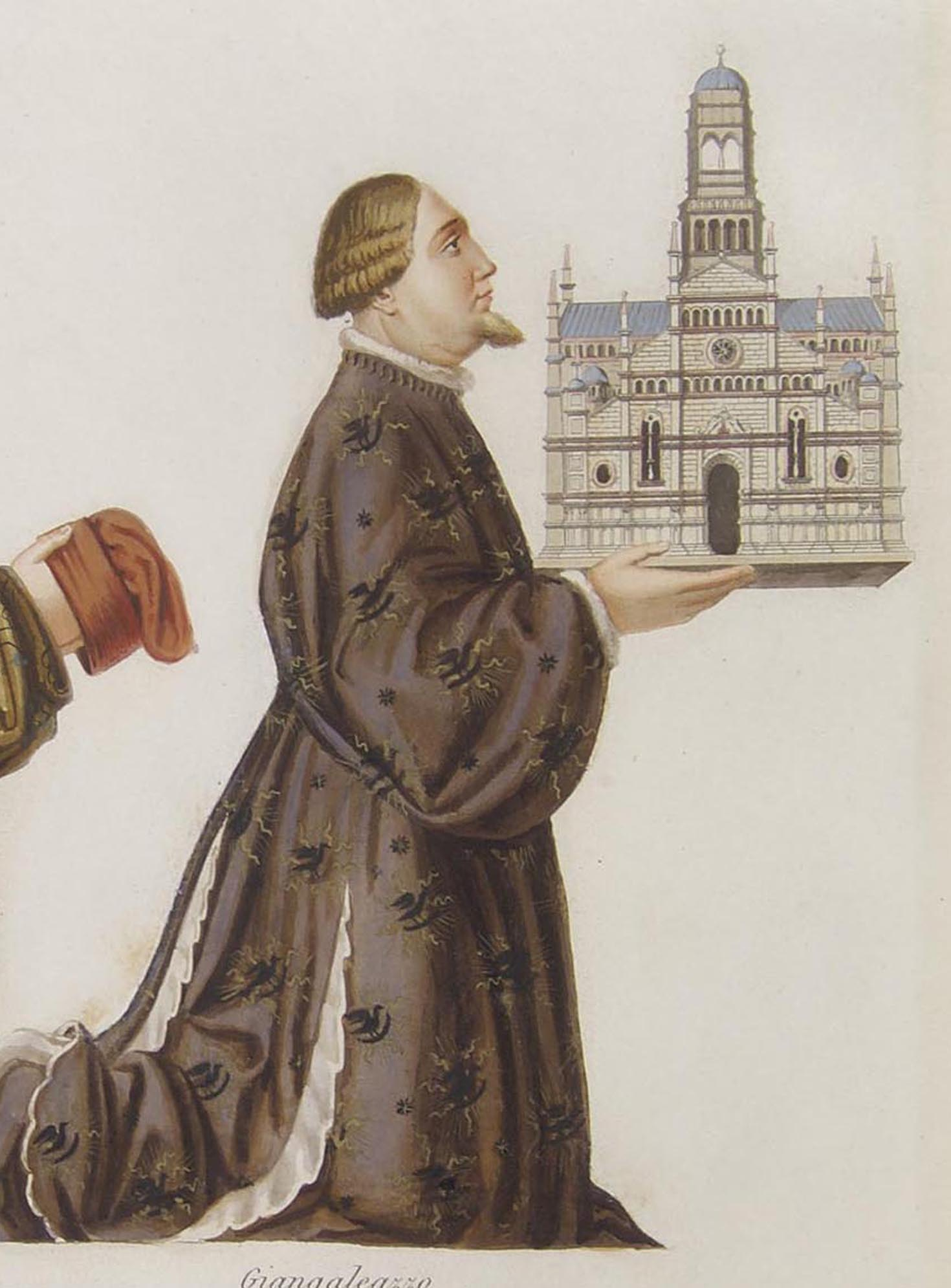